# Charanyca quercicola
Charanyca quercicola là một loài bướm đêm trong họ Noctuidae.